# ヴァイセンブルン
ヴァイセンブルン (ドイツ語: Weißenbrunn) は、ドイツ バイエルン州 オーバーフランケン行政管区 クローナハ郡に属する町村（以下、本項では便宜上「町」と記述する）。クローナハの南東、連邦道B85のクルムバッハ方面に位置している。
この自治体の地区は以下の通り。
- ロイト（1971年4月1日合併）
- アイヒェンビュール（1971年7月1日合併）
- トンベルク（1972年1月1日合併）
- フンメンドルフ（1972年1月1日合併）
- ゲッサースドルフ（1976年1月1日合併）
- ヴィルデンベルク（1978年1月1日合併）
- グリュン（以前からヴァイセンブルンの一地区であった）

## 地理
ヴァイセンブルン（海抜 325m）は、フランケンヴァルトの南西の周縁部に位置する。ラースバッハ川に面し、ビールと古城街道（B85）沿いのクローナハとクルムバッハの中間にあたる。周囲は標高500m以下の森林が豊かな山々に囲まれている。

### 自治体の構成
この町は、公式には29の地区 (Ort) からなる。このうち孤立農場などを除く集落を以下に列記する。
- アイヒェンビュール
- フリードリヒスブルク
- ゲッサースドルフ
- グリュン
- フンメンドルフ
- ノイエンロイト
- ロイト
- シュライロイト
- トンベルク
- ヴァイセンブルン
- ヴィルデンベルク

## 歴史
今日の行政区画における自治体、クローナハ郡ヴァイセンブルンは、1971年から1978年のバイエルン州の自治体再編によって誕生した。この時まで独立した自治体であったアイヒェンビュール、ゲッサースドルフ、フンメンドルフ、ロイト、トンベルク、ヴィルデンベルクが、元来のヴァイセンブルンに合併したものである。
福音派の教区教会に属していたゲッサースドルフとキュプス教区に属していたフンメンドルフを除く残りの地区は、教会組織上は宗教改革以前からすでにヴァイセンブルン教区（1557年に宗教改革）に組み込まれていた。第二次世界大戦後にカトリックの新市民はゲストハウス「パラディース」のホールに礼拝室を設けた。1948年にトンベルクにカトリック教会が建設され、今日もなおこの地域のカトリック教会として用いられている。この教会はカトリックのキュプス教区の支部教会となっている。
ゲッサースドルフのすぐ裏にレースバッハ川が湧出している。この川はこの後、ヴァイセンブルン、ロイト、フンメンドルフの各地区を流れ下る。ヴィルデンベルクはヴァイセンブルン地区およびローダッハ川の渓谷の上流にありトンベルクと並んで、ロイト上流に位置する重要な地区となっている。
入植の歴史については、よく分かっていない。
フンメンドルフ付近のローダッハ川沿いの丘陵は、紀元前5万年から2万年の石器時代の豊かな開拓地であったことが知られている。
1900年頃、ヴィルデンベルクで武器と装身具が発見され、それらは現在、ミュンヘンの州立前史古代史博物館に収蔵されている。この辺りは、紀元前1500年頃の青銅器時代初期の墳墓跡であろうと推測されている。さらに紀元前1200年頃ハルシュタット期初期の槍の穂先も見つかっている。また、いわゆるトンベルガー・ヘルムと呼ばれる青銅製の短い兜も注目に値する。これは現在ニュルンベルクの国立博物館に収められている。また、レプリカがヴァイセンブルンのラートハウス（議会場）の陳列棚に展示されている。この兜は、1906年にトンベルクのザッハスプファイフェの採砂場で発見されたもので、紀元前1200年頃のものであると思われる。
これらは、単に、猟師や木の実を採りに来た人が歩き回った痕跡だとか、戦争の跡だとかいうことであるかも知れず、初期の居住を裏付けるものとまでは言えない。さらなる発見や証拠資料が待たれる。

## 行政

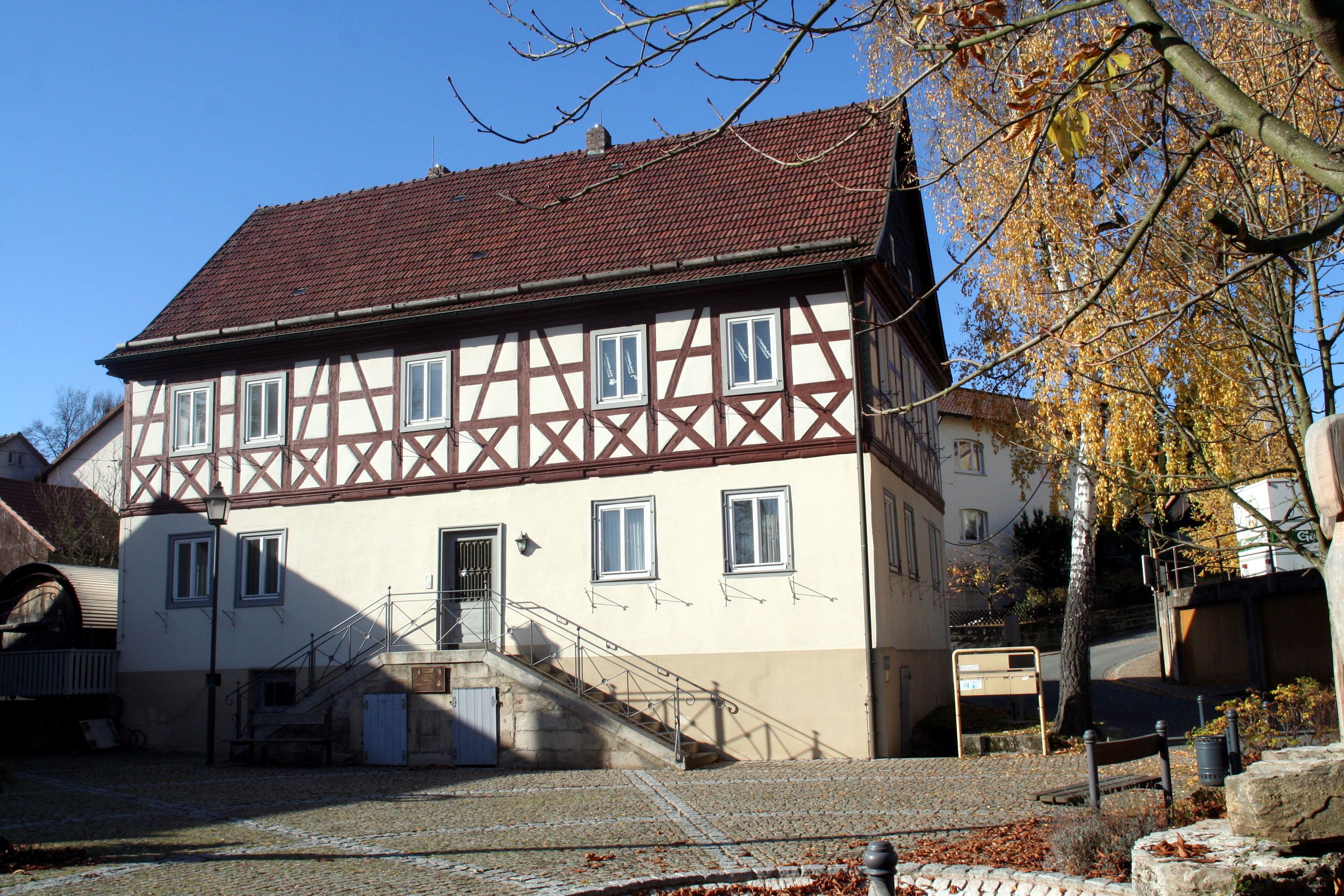
ヴァイセンブルンの役場

### 議会
ヴァイセンブルンの議会は、16議席からなる。

### 首長
2002年3月3日の選挙で、エーゴン・ヘルマンが53.70%の得票でヴァイセンブルン自治体の第一首長に選出された。

### 紋章
紋章の図柄：銀地と赤地で左右に分けられている。左側にはまっすぐに伸びた緑色のホップと穂が並んで描かれ、右側には青い鱗のあるしっぽの先を左で握った裸の水の精が描かれている。

## 経済と社会基盤

### 交通
ヴァイセンブルンは、バイエルン州北部、テューリンゲン州との州境に接したオーバーフランケンに位置している。遠距離交通用幹線道路からの乗り入れは、ニュルンベルク方面からはA9またはB173、ベルリンからはA9、ケムニッツからはA72、エアフルトからはまずA4でその後B85またはA9に乗り換え、ドレスデンからはA4からA72と乗り継いでヴァイセンブルンに至る。クローナハ(6km)やクルムバッハ(15km)からはB85を使って来ることが出来る。

### 地元企業
- Gampertbräu ビール醸造
- SITEC 金庫などの安全製品
- LockTec 電子式ロッカー製造
- Quarzsandwerke Weißenbrunn セラミック製品
- Jakob's Getränke Groß- und Einzelhandel, Spezialitäten Im- und Export 貿易

## 引用
1. ↑  https://www.statistikdaten.bayern.de/genesis/online?operation=result&code=12411-003r&leerzeilen=false&language=de Genesis-Online-Datenbank des Bayerischen Landesamtes für Statistik Tabelle 12411-003r Fortschreibung des Bevölkerungsstandes: Gemeinden, Stichtag (Einwohnerzahlen auf Grundlage des Zensus 2011)
2. ↑  Bayerische Landesbibliothek Online